# آن كارول فيتزهاغ
آن كارول فيتزهاغ (بالإنجليزية: Ann Carroll Fitzhugh)‏ هي ناشِطة أمريكية، ولدت في 1805، وتوفيت في 1879 في Peterboro, New York ‏ في الولايات المتحدة.